# Benken (San Galo)

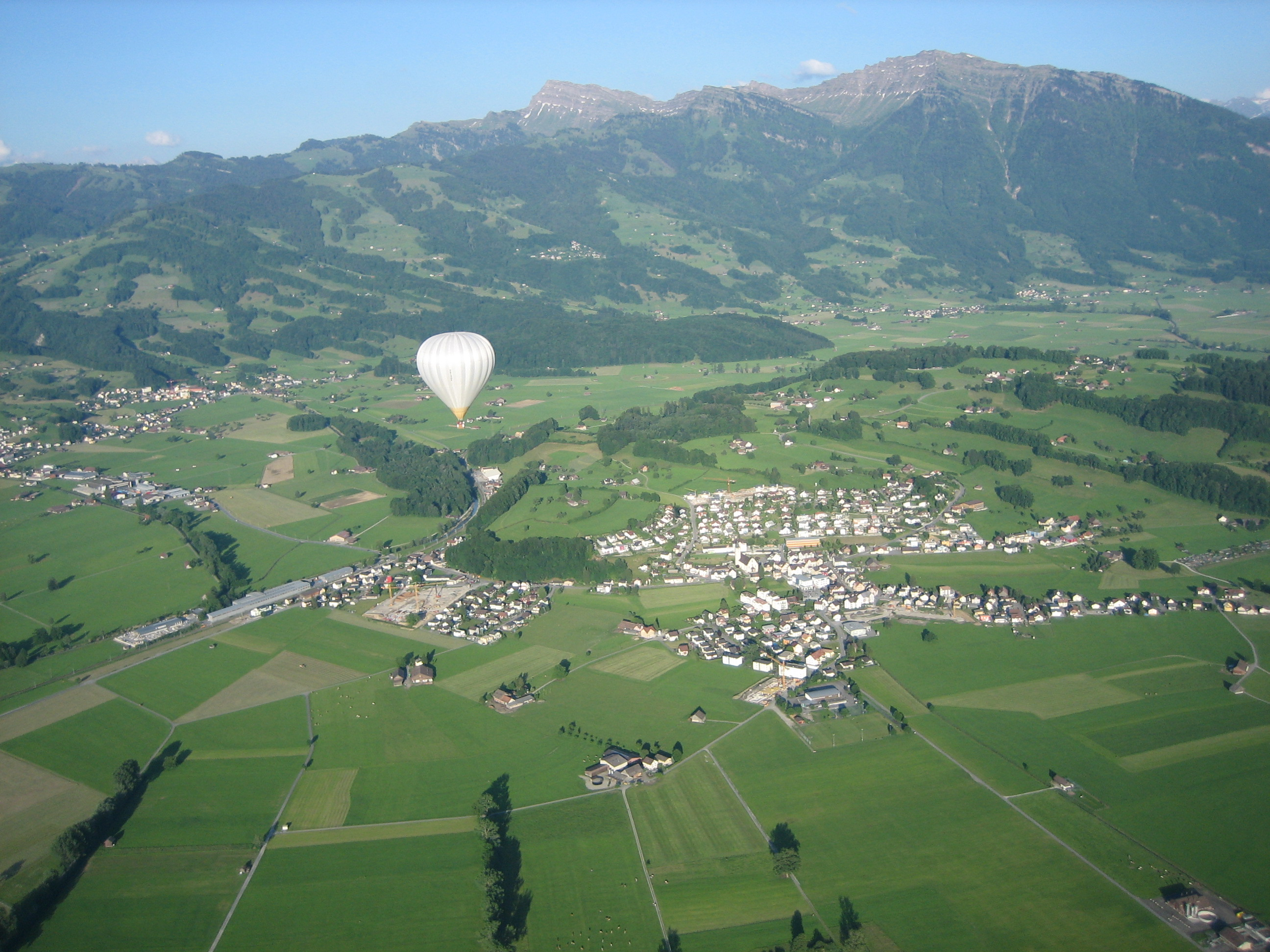
Vista aérea de Benken.

Benken es una comuna suiza del cantón de San Galo, ubicada en el distrito de See-Gaster. Limita al norte con las comunas de Uznach y Kaltbrunn, al este con Schänis, al sur con Glaris Norte (GL), Reichenburg (SZ) y Schübelbach (SZ), y al oeste con Tuggen (SZ). Se encuentra a unos 5 km al sureste del extremo oriental del lago de Zúrich. El nombre original fue Babinchova.

## Transportes
Ferrocarril
En la comuna existe una estación de ferrocarril en la que paran trenes regionales que la comunican con las comunas de la zona.